# 下森定
下森 定（したもり さだむ、1930年4月27日 - 2021年10月1日）は、日本の法学者。専門は民法。法政大学名誉教授・元総長・元理事長。島根県鹿足郡日原村（現・津和野町）出身。

## 人物
詐害行為取消権についての責任説、瑕疵担保責任の法的性質に関する法定責任説（修正説） 安全配慮義務等契約責任の再構成等の研究で有名。高須順一法政大学教授や、木納敏和東京高等裁判所部総括判事は、下森ゼミの教え子。

## 学説
民法上の主要な問題点につき、通説的解釈からスタートしつつも、外国法（ドイツ法）からの示唆を加味し、独自の修正を加え、結論としての妥当性と解釈論としての妥当性との調和を目指す解釈を基調としている。平井宜雄の『法律学基礎論覚書』にて「良い法律論」の一例として、詐害行為取消権についての責任説が紹介されている。
責任説においては、ドイツ法からの示唆をベースに立論している（中野貞一郎とほぼ同時に日本に紹介）。ドイツにおける訴訟形態が日本では認められないため、責任説は通説でない。（詐欺）取消と登記の問題に関しては、従来の通説であった復帰的物権変動による解釈を批判的に検証し、新しい解釈として94条2項類推適用説を精緻化することに寄与した。
瑕疵担保責任の法的性質に関しては，「特定物のドグマ」を批判する有力説が、「不代替的特定物」を前提としているのか「代替的特定物」を前提にしているのかが曖昧で、漠然と「特定物」として議論している点を批判し、通説である法定責任説を擁護した。
契約責任の再構成の議論に関連しては、岡孝、辻伸行教授等とともに、ドイツでの債務法改正動向を、積極的に日本に紹介した。ところで、詐害行為取消権の性質に関する責任説（特に責任法的無効説）を提唱することを契機に、民法解釈を「債務」と「責任」（強制執行を受けうる地位）との2層に分離して解釈するという立場（例：法律行為の無効を論じるにあたり、「債務」レベルでの「絶対的無効」か「相対的無効」かという立場に加え、「責任」レベルでの「責任法的無効」かを選択肢として選びうる）に立つこととなった。集合動産の譲渡担保に関する解釈論においても、この新しい立場からの解釈論が展開されている。

## 略歴
- 旧制島根県立津和野中学校（現・島根県立津和野高等学校）4年修了、旧制山口高等学校文科乙類入学
- 学制改革に伴い、新制山口大学文理学部入学
- 1950年 山口大学文理学部中退、広島大学政経学部入学
- 1954年 広島大学政経学部卒業
- 1956年 法政大学大学院社会科学研究科私法学専攻修士課程修了
- 1960年 東京大学大学院社会科学研究科民刑事法専攻博士課程単位取得満期退学
- 1969年 法政大学教授となり、法政大学総長・理事長を務める。その後、2000年 尚美学園大学総合政策学部教授を経て、2004年 成蹊大学法務研究科（法科大学院）教授。
- 1987年〜1992年 司法試験第二次試験考査委員を務める。
- 法政大学名誉教授、尚美学園大学名誉教授。

## エピソード
法政大学時代の法学部の講義においては、長年、民法1部（民法概説）を担当。民法2部（民法総則と物権法）を民法総則分野の権威、須永醇教授（現名誉教授）が、民法3部（債権総論と担保物権法）を安達三季生教授（現名誉教授）が担当していた。そのため「学説」に述べた民法総則上の解釈論や債権総論債権各論上の解釈論が、学部の学生向けに開陳される機会は、ほとんどなかった。何年かに一度不定期に開講される「法律学特講」のみが、その限られた機会であった。そのため氏の解釈論を、著作を通じてでなく講義を通じて学び得た法政大学の学生は僅かである。

## 著書
- 『債権法論点ノート』（日本評論社）
- 『択一式受験六法』（監修）（自由国民社、司法試験の受験書としてはロングセラー、現在は廃刊）

その他著書多数

## 栄典
- 2010年4月 瑞宝中綬章受章[11]